# Tampa Bay Buccaneers 2007
La stagione 2007 dei Tampa Bay Buccaneers è stata la 32ª della franchigia nella National Football League. La squadra terminò con un record di 9-7, tornando ai playoff dopo l'assenze della stagione precedente.
Il 16 dicembre, in una gara contro gli Atlanta Falcons, Micheal Spurlock segnò il primo touchdown su ritorno di kickoff nella storia della franchigia, interrompendo una striscia di 32 stagioni, 497 gare (in 53 stadi e 38 città) e 1.864 tentativi infruttuosi. Per quella giocata fu premiato come giocatore degli special team della NFC della settimana.

## Scelte nel Draft 2007

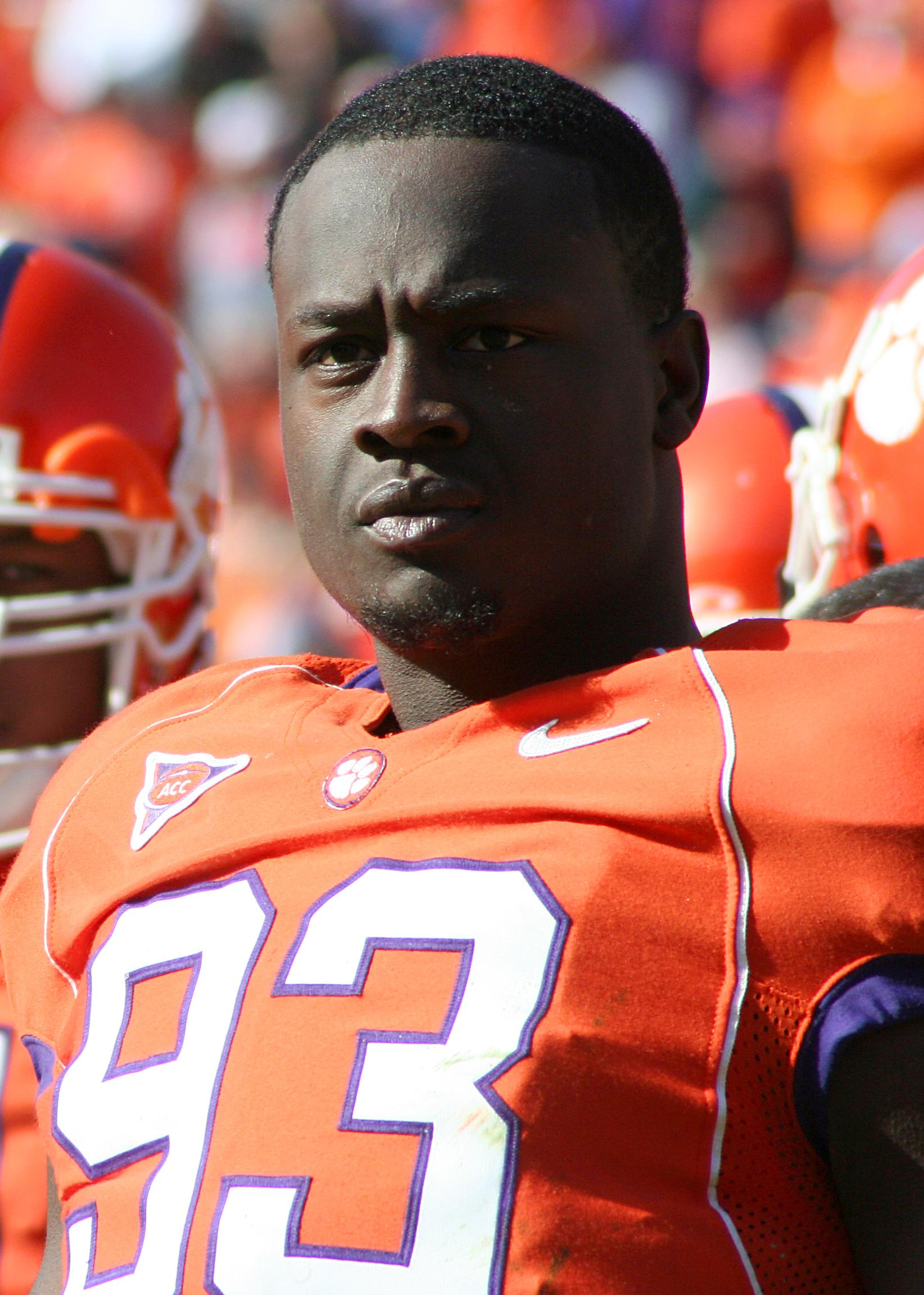
Gaines Adams fu la scelta del primo giro dei Buccaneers nel 2007.

| Draft | Draft  | Nome             | Ruolo | College        |
| Giro  | Scelta | Nome             | Ruolo | College        |
| ----- | ------ | ---------------- | ----- | -------------- |
| 1     | 4      | Gaines Adams     | DE    | Clemson        |
| 2     | 35     | Arron Sears      | OG    | Tennessee      |
| 2     | 64     | Sabby Piscitelli | S     | Oregon State   |
| 3     | 69     | Quincy Black     | LB    | New Mexico     |
| 4     | 106    | Tanard Jackson   | S/CB  | Syracuse       |
| 5     | 141    | Greg Peterson    | DT    | NCCU           |
| 6     | 182    | Adam Hayward     | LB    | Portland State |
| 7     | 214    | Chris Denman     | OT    | Fresno State   |
| 7     | 245    | Marcus Hamilton  | CB    | Virginia       |
| 7     | 246    | Kenneth Darby    | RB    | Alabama        |

## Calendario
| Turno     | Data               | Ora                | Avversario            | Risultato          | Risultato          | Stadio                           |                    |
| Turno     | Data               | Ora                | Avversario            | Punteggio          | Record             | Stadio                           |                    |
| --------- | ------------------ | ------------------ | --------------------- | ------------------ | ------------------ | -------------------------------- | ------------------ |
| 1         | 9/9/2007           | 4:15 p.m. EDT      | @ Seattle Seahawks    | S 20–6             | 0–1                | Qwest Field                      |                    |
| 2         | 16/9/2007          | 1:00 p.m. EDT      | New Orleans Saints    | V 31–14            | 1–1                | Raymond James Stadium            |                    |
| 3         | 23/9/2007          | 1:00 p.m. EDT      | St. Louis Rams        | V 24–3             | 2–1                | Raymond James Stadium            |                    |
| 4         | 30/9/2007          | 4:05 p.m. EDT      | @ Carolina Panthers   | V 20–7             | 3–1                | Bank of America Stadium          |                    |
| 5         | 7/10/2007          | 4:05 p.m. EDT      | @ Indianapolis Colts  | S 33–14            | 3–2                | RCA Dome                         |                    |
| 6         | 14/10/2007         | 1:00 p.m. EDT      | Tennessee Titans      | V 13–10            | 4–2                | Raymond James Stadium            |                    |
| 7         | 21/10/2007         | 1:00 p.m. EDT      | @ Detroit Lions       | S 23–16            | 4–3                | Ford Field                       |                    |
| 8         | 28/10/2007         | 4:05 p.m. EDT      | Jacksonville Jaguars  | S 24–23            | 4–4                | Raymond James Stadium            |                    |
| 9         | 4/11/2007          | 1:00 p.m. EST      | Arizona Cardinals     | V 17–10            | 5–4                | Raymond James Stadium            |                    |
| 9         | Settimana di pausa | Settimana di pausa | Settimana di pausa    | Settimana di pausa | Settimana di pausa | Settimana di pausa               | Settimana di pausa |
| 11        | 18/11/2007         | 1:00 p.m. EST      | @ Atlanta Falcons     | V 31–7             | 6–4                | Georgia Dome                     |                    |
| 12        | 25/11/2007         | 1:00 p.m. EST      | Washington Redskins   | V 19–13            | 7–4                | Raymond James Stadium            |                    |
| 13        | 2/11/2007          | 4:15 p.m. EST      | at New Orleans Saints | V 27–23            | 8–4                | Louisiana Superdome              |                    |
| 14        | 9/12/2007          | 1:00 p.m. EST      | @ Houston Texans      | S 28–14            | 8–5                | Reliant Stadium                  |                    |
| 15        | 16/12/2007         | 1:00 p.m. EST      | Atlanta Falcons       | V 37–3             | 9–5                | Raymond James Stadium            |                    |
| 16        | 23/12/2007         | 4:05 p.m. EST      | @ San Francisco 49ers | S 21–19            | 9–6                | Bill Walsh Field at Monster Park |                    |
| 17        | 30/12/2007         | 1:00 p.m. EST      | Carolina Panthers     | S 31–23            | 9–7                | Raymond James Stadium            |                    |
| Playoff   |                    |                    |                       |                    |                    |                                  |                    |
| Wild Card | 6/1/2008           | 1:00 p.m. EST      | New York Giants       | S 24–14            | 9–8                | Raymond James Stadium            |                    |